# Ermida de São Sebastião (Montijo)
A ermida de S. Sebastião, sendo hoje parte do património histórico edificado da cidade do Montijo, remonta ao Sec. XIV, sendo em finais do Sec. XV que a sua história documentada assume uma ligação até aos dias atuais, com a identidade deste município moderno, integrante da Área Metropolitana de Lisboa e da península de Setúbal.  Funcionou como sede da freguesia desde a autonomia paroquial; 1512, 1525, 1534 e 1609 - Freires da Ordem de S. Tiago visitam a ermida em 1609. Os Frades mandam nessa altura, fazer um retábulo pintado para o altar mor e dão indicações para a eliminação dos altares travessos, devido a não reunirem condições para posteriores reparações. Na 2ª metade do Sec. XVIII são feitas obras de restauro. Em 1982 é roubada uma imagem em madeira, de S. Sebastião.  Apesar de em 1990 a C. M. Montijo ter diligenciado junto do IPPAR a classificação do edifício como imóvel de interesse público, viu recusado o seu pedido, em virtude de o mesmo não ter sido considerado suficientemente importante. 
1. ↑  «Monumentos». www.monumentos.gov.pt (em inglês). Consultado em 12 de julho de 2024